# Doune
Doune es una localidad situada en el concejo de Stirling, en Escocia (Reino Unido), con una población estimada a mediados de 2016 de 2150 habitantes.
Se encuentra ubicada en la zona centro de Escocia, al noreste de Glasgow y al noroeste de Edimburgo.
En el censo escocés de 2001, el 2,75 % de los residentes de Doune hablaban gaélico escocés.